# Vasilj
Vasilj (en serbe cyrillique : Васиљ) est un village de Serbie situé dans la municipalité de Knjaževac, district de Zaječar. Au recensement de 2011, il comptait 586 habitants.

## Démographie
| 1948  | 1953  | 1961  | 1971  | 1981  | 1991 | 2002 | 2011 |
| ----- | ----- | ----- | ----- | ----- | ---- | ---- | ---- |
| 1 789 | 1 787 | 1 793 | 1 544 | 1 237 | 984  | 757  | 586  |

|  |